# 누마타 스카이
누마타 스카이(일본어: 沼田 皇海, 2000년 9월 3일~)는 일본의 축구 선수이다.

## 구단 경력
그는 2023년 J3리그의 YSCC 요코하마에 입단했다. 2024년 일본 풋볼 리그의 FC 티아모 히라카타로 이적했다.